# Thomas Rainer (Musiker)

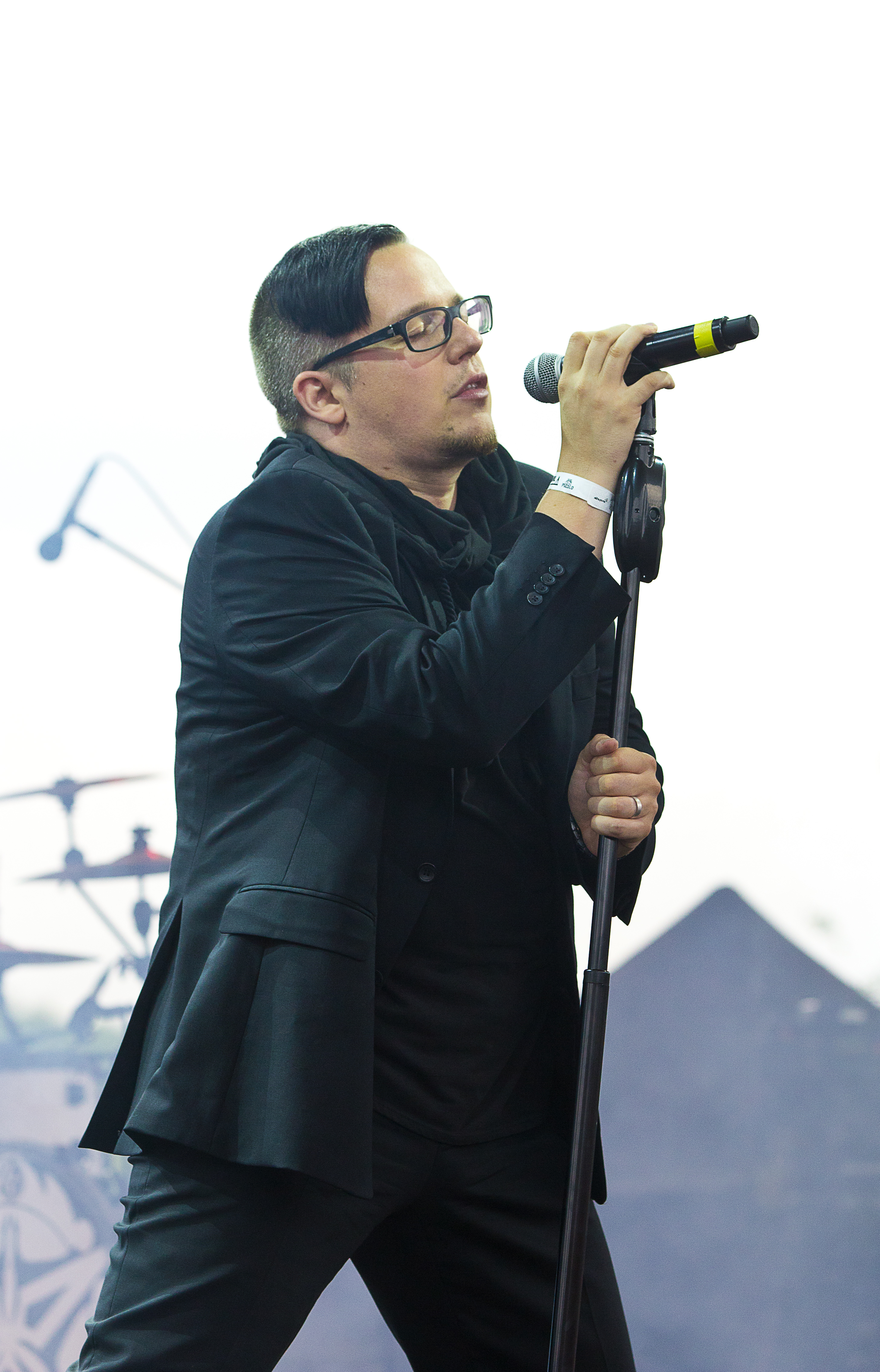
Thomas Rainer live mit L’Âme Immortelle beim Blackfield Festival, 2015

Thomas Rainer (* 8. Februar 1979) ist ein österreichischer Musiker. Bekannt geworden ist er mit den Bands L’Âme Immortelle (seit 1996) und Nachtmahr (seit 2007).

## Leben
Thomas Rainer ist als Musiker, DJ und Produzent tätig. Er lebt in der Nähe von Wien. Bereits als Kind erhielt er Musikunterricht, darunter fünf Jahre lang Klavier und drei Jahre E-Bass. Als Jugendlicher spielte er in einer Death-Metal-Band.

## L’Âme Immortelle
siehe Hauptartikel: L’Âme Immortelle
1996 gründete Thomas Rainer gemeinsam mit Hannes Medwentisch die Band L’Âme Immortelle (französisch für „die unsterbliche Seele“), oft auch LAI abgekürzt. Sie existiert seit mehr als 20 Jahren und hat zahlreiche Alben veröffentlicht.
Seit 2002, nach dem Ausstieg des Co-Gründers Medwentisch, machen Thomas Rainer und Lead-Sängerin Sonja Kraushofer als Duo weiter. Rainer komponiert, singt und schreibt die Texte der Electro-Band. Gerade in den frühen Werken der Band verarbeite Rainer persönliche Erlebnisse, beispielsweise bei dem Album Als die Liebe starb: „Die Texte, und damit das Konzept des Albums zeichnen meinen Leidensweg nach einer gescheiterten Beziehung nach.“
Bereits das LAI-Debütalbum „Lieder die wie Wunden bluten“ konnte Achtungserfolge erzielen. Es folgten zahlreiche Chart-Platzierungen mit ihren Alben wie Dann habe ich umsonst gelebt (Platz 48 in Deutschland) oder Gezeiten (Platz 16 in Deutschland). Die 2003 veröffentlichte DVD+CD Disharmony erreichte Platz neun in den deutschen Musik-DVD-Charts. Den größten Chart-Erfolg hatte der Musiker mit Brennende Liebe, einer gemeinsamen Single von L’Âme Immortelle und Oomph!. Zehn Wochen lang hielt sie sich in den deutschen Singlecharts und erreichte Platz sechs.

## Siechtum
Im Jahr 2000 veröffentlichte Rainer gemeinsam mit Hans-Joachim Sobczak unter dem Namen Siechtum das Album Gesellschaft:Mord. Im darauffolgenden Jahr folgten noch zwei weitere Alben des Projektes: Kreuz:X:Feuer sowie Diagnose:Zeit. Danach war es ruhig um das Projekt. Erst gut 15 Jahre später beendete eine neue Veröffentlichung die Schaffenspause. Anfang Oktober 2015 erscheint die von Siechtum auf 999 Stück limitierte Doppel-CD Zeiten:Wende. Zudem trat Thomas Rainer am 14. Mai 2016 mit Siechtum live beim Leipziger Wave-Gotik-Treffen im Alten Landratsamt auf. Auf ihrer Facebook-Seite schrieb das Duo dazu: „This may be your last and only chance to see us live, so don’t miss out.“

## Nachtmahr
siehe Hauptartikel: Nachtmahr

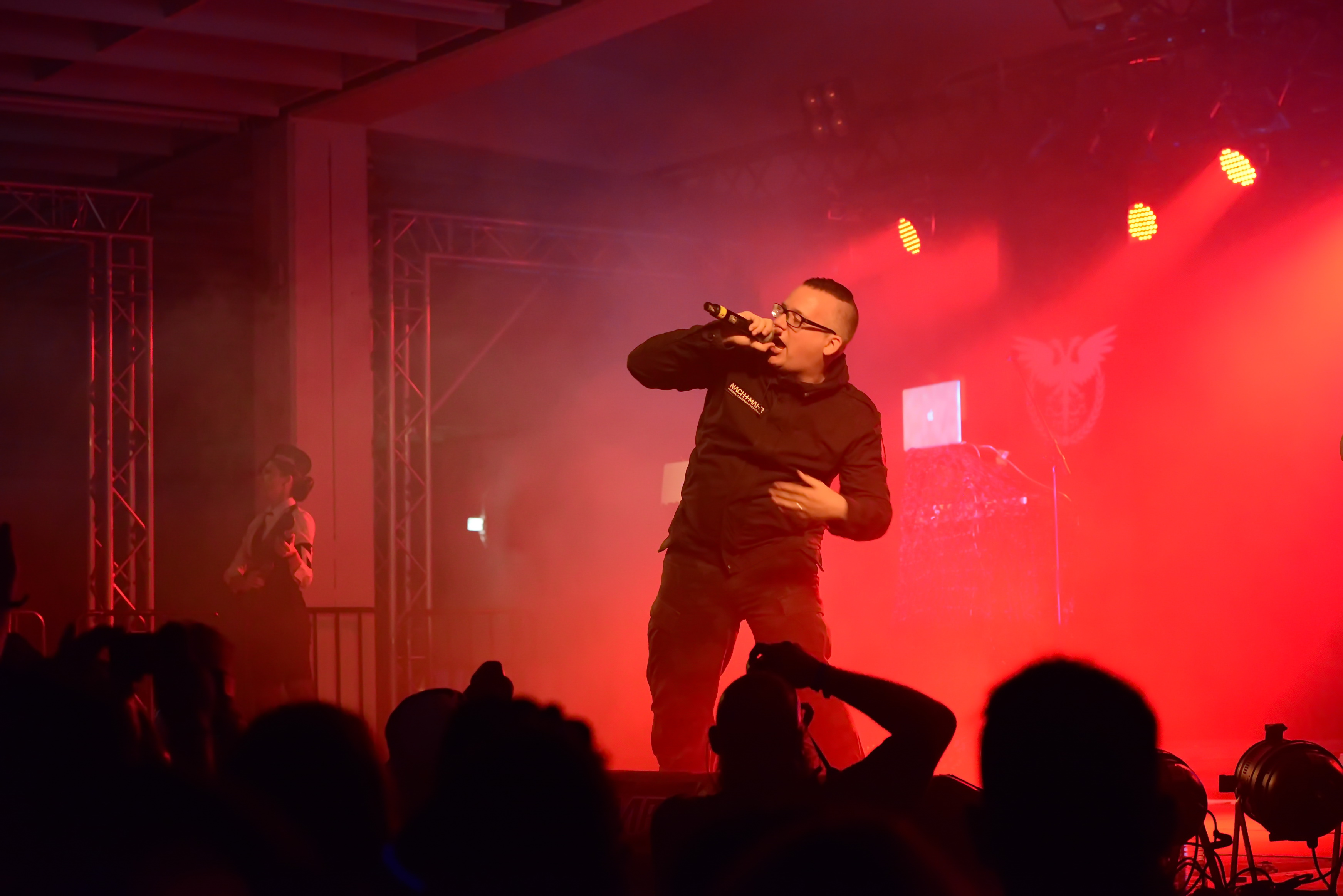
Thomas Rainer mit Nachtmahr, 2014

Seit 2007 ist Thomas Rainer solo mit dem Techno-Projekt Nachtmahr unterwegs. Die erste Veröffentlichung Kunst ist Krieg erschien 2007 bei Trisol (wo auch alle anderen Bands von ihm unter Vertrag sind). Der Titel gibt zugleich die Richtung vor, in welchem Umfeld Thomas Rainer die Band präsentiert: Nachtmahr positioniert sich mit Kostümen, Artwork und Texten im Militärischen. Dafür steht Thomas Rainer immer wieder in der Kritik. Er kokettiere mit faschistischer Symbolik, so der Vorwurf. Rainer weist das von sich und betont, das Projekt sei in keiner Weise politisch. Er betont diesbezüglich, dass es sich dabei um militärische und nicht faschistische Bilder handle:

„I would like to elaborate on something: it’s not fascist imagery, it’s militaristic. There’s a big difference.“

Thomas Rainer verweist zugleich auf die BDSM-Szene, in der es um Dominanz und Macht gehe, was Uniformen symbolisierten.